# Moskau Kiewer Bahnhof
Der Kiewer Bahnhof (russisch Киевский вокзал / Kijewski woksal) ist ein Kopfbahnhof in der russischen Hauptstadt Moskau. Er wurde in den Jahren 1914 bis 1918 erbaut. Er hieß bis 1934 Brjansker Bahnhof und wurde dann nach Kiew, der heutigen Hauptstadt der Ukraine, benannt.

## Lage
Der Bahnhof liegt am rechten Ufer der Moskwa im Westlichen Verwaltungsbezirk Moskaus. In der Nähe des Bahnhofs verläuft der Kutusow-Prospekt, eine nach Westen führende Ausfallstraße. In unmittelbarer Nähe des Bahnhofs befinden sich außerdem drei Metrostationen. Diese tragen den Namen Kiewskaja (kyrillisch Киевская) und werden von den Metrolinien 3, 4 und der Ringlinie 5 bedient.

## Geschichte
Grund für den Bau des Bahnhofes war die immer weiter ansteigende Zahl von Fahrgästen der Bahnstrecke von Moskau nach Brjansk, die bereits in den 1890er-Jahren verlegt und 1899 in Betrieb genommen wurde. Der Betrieb der Strecke machte einen neuen Kopfbahnhof notwendig, der sie bedienen sollte. In den ersten Jahren nach ihrer Inbetriebnahme war der Brjansker Bahnhof, wie er damals hieß, in einem provisorischen Zweckbau untergebracht, der bald nicht mehr den Ansprüchen genügen konnte. Des Weiteren brauchten die damaligen Lokomotiven zwischen der Ankunft und Abfahrt so viel Zeit, dass viele Kopfbahnhöfe über 15 Gleise benötigten, um ihnen Stellplätze bieten zu können.
1912 bewilligte die Eisenbahnverwaltung finanzielle Mittel für den Neubau eines neuen Hauptbahnhofs für die Moskau-Brjansker Strecke. Er wurde an der gleichen Stelle wie der alte errichtet, am damaligen westlichen Stadtrand Moskaus. Die Bauarbeiten dauerten von 1914 bis 1917. Bei seiner Fertigstellung galt der damalige Brjansker Bahnhof als einer der schönsten und geräumigsten unter den Großbahnhöfen der Stadt.
Auch heute noch ist der Kiewer Bahnhof ein wichtiger Verkehrsknotenpunkt für Verbindungen in die Ukraine und nach Südosteuropa. Das Bahnhofsgebäude wurde zuletzt im Jahre 2004 umfassend renoviert.

## Architektur
Das von den Architekten Iwan Rerberg und Wjatscheslaw Oltarschewski in einem neoklassizistischen Stil entworfene Empfangsgebäude gilt heute als ein wichtiges Baudenkmal. Die vier mittleren Bahnhofsgleise werden von einer 30 m hohen Glas-Bogenkonstruktion überspannt, die 232 m lang und 47,9 m breit ist und ein Gewicht von mehr als 1250 Tonnen hat. 
Die feinen Stahlarme, die dem Bogen Stabilität geben, sind parabelförmig. Diese Konstruktion, die vom berühmten Ingenieur Wladimir Schuchow entworfen wurde (eine ähnliche Dachkonstruktion hatte Schuchow 20 Jahre zuvor am Gebäude des Moskauer Kaufhauses GUM am Roten Platz erschaffen), demonstriert die Feinheit des grandiosen und majestätischen Baus.
Außerdem ist der Glockenturm, der an die Bahnhofshalle anreicht, mit seiner Höhe von 51 m ein unverwechselbares Kennzeichen dieses Bahnhofes. Wegen seiner Höhe und der an ihm angebrachten Uhr wurde er mitunter liebevoll „Big Ben“ genannt.

## Galerie

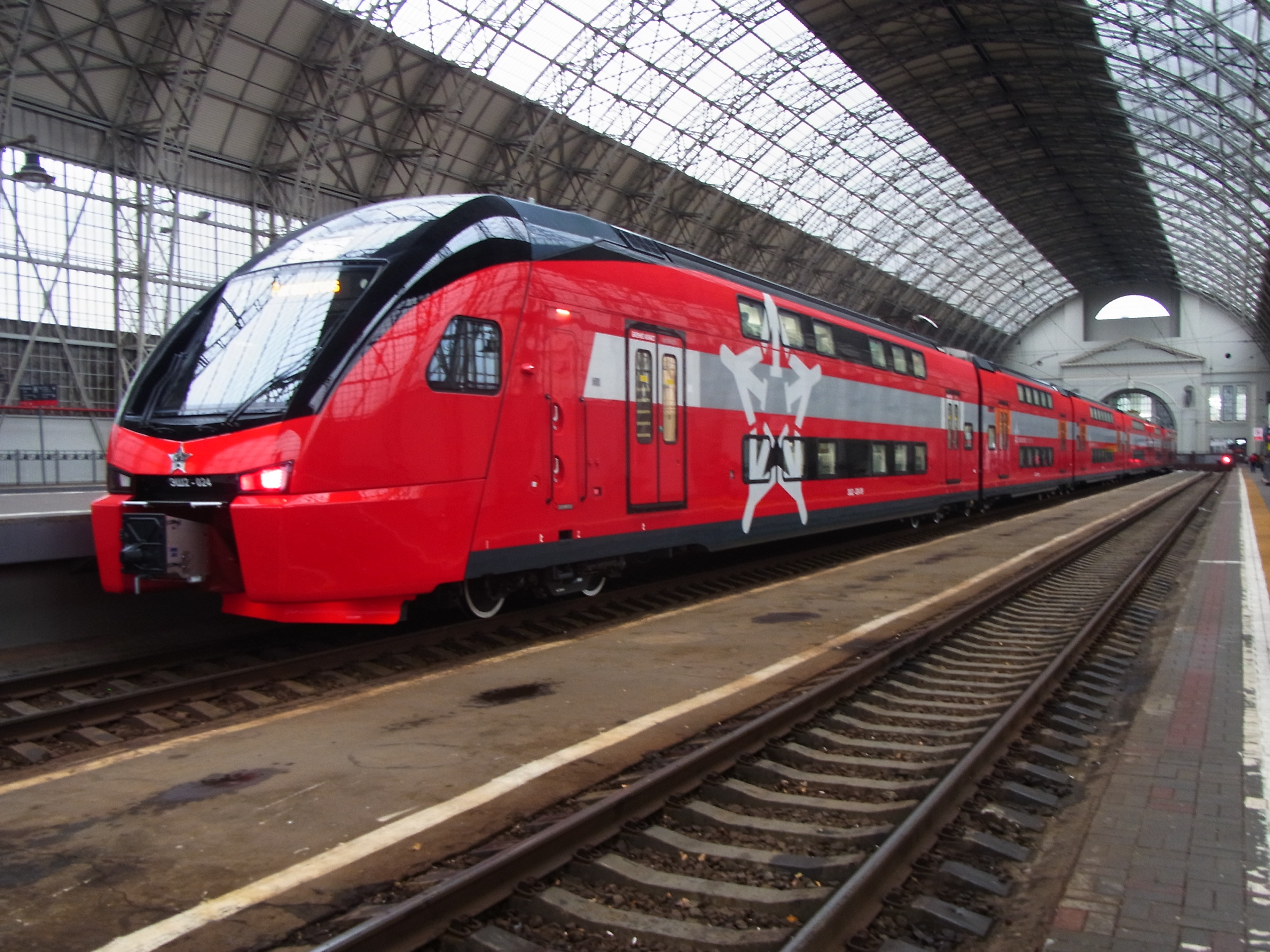
Aeroexpress Eurasia zum Flughafen Wnukowo
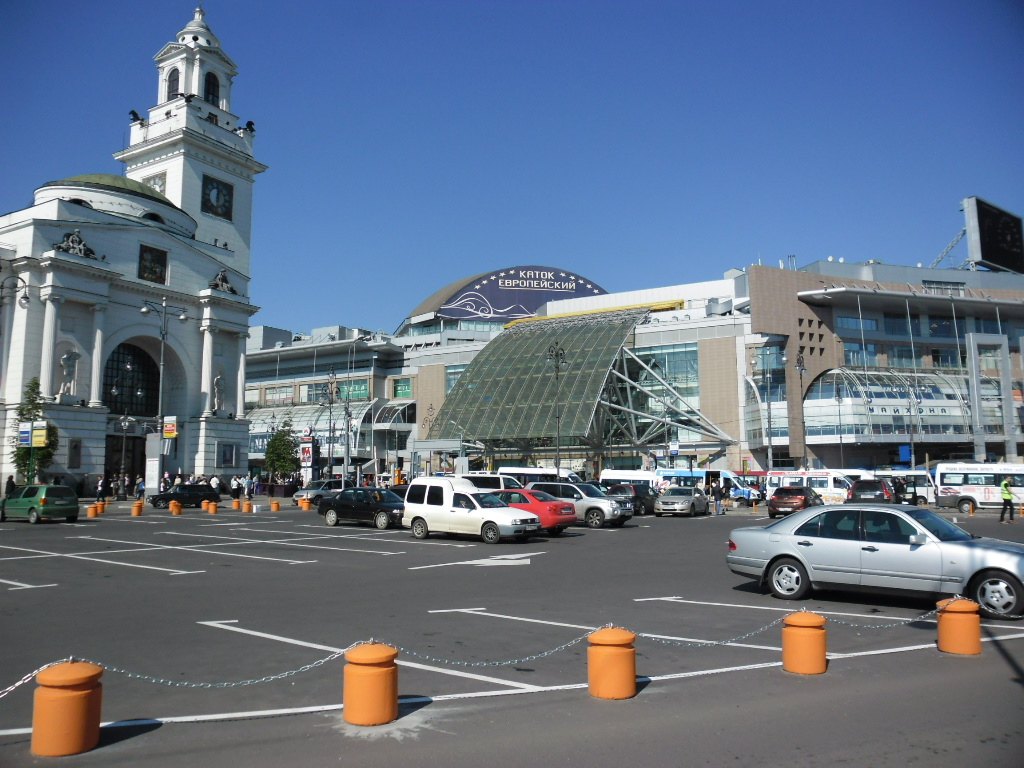
Europaplatz vor dem Bahnhof
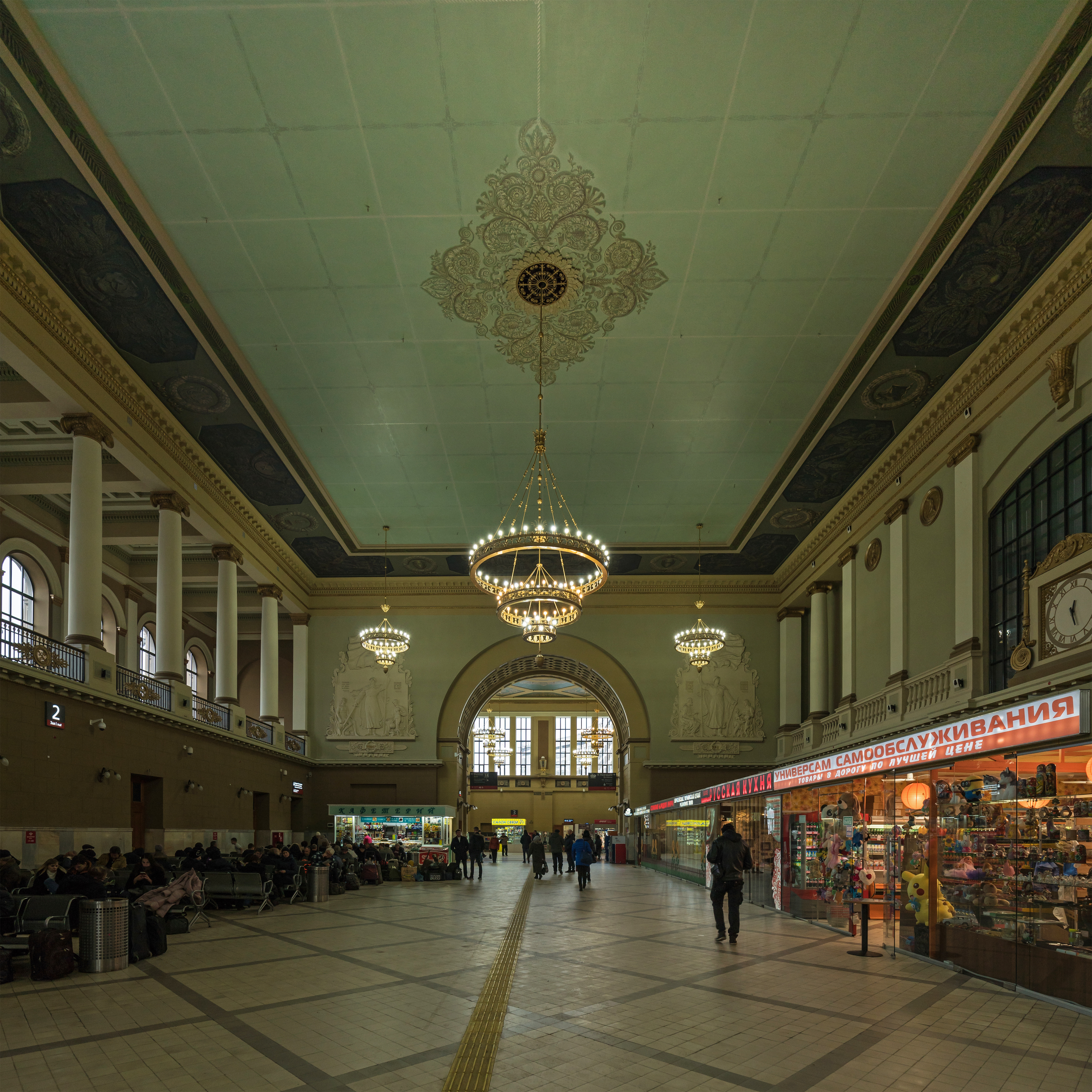
Interieur des Bahnhofsgebäudes
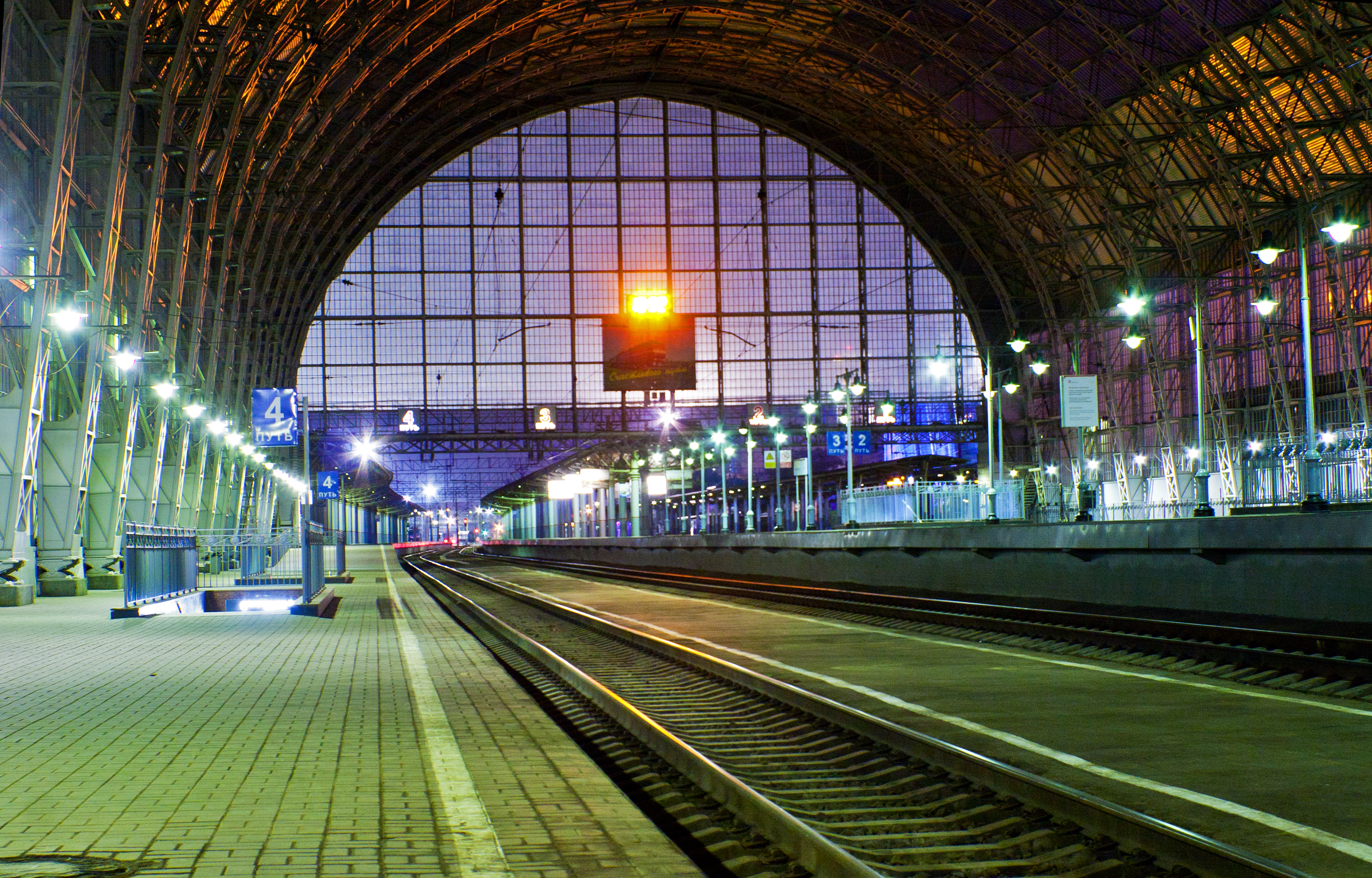
Bahnsteighalle mit Glasdach
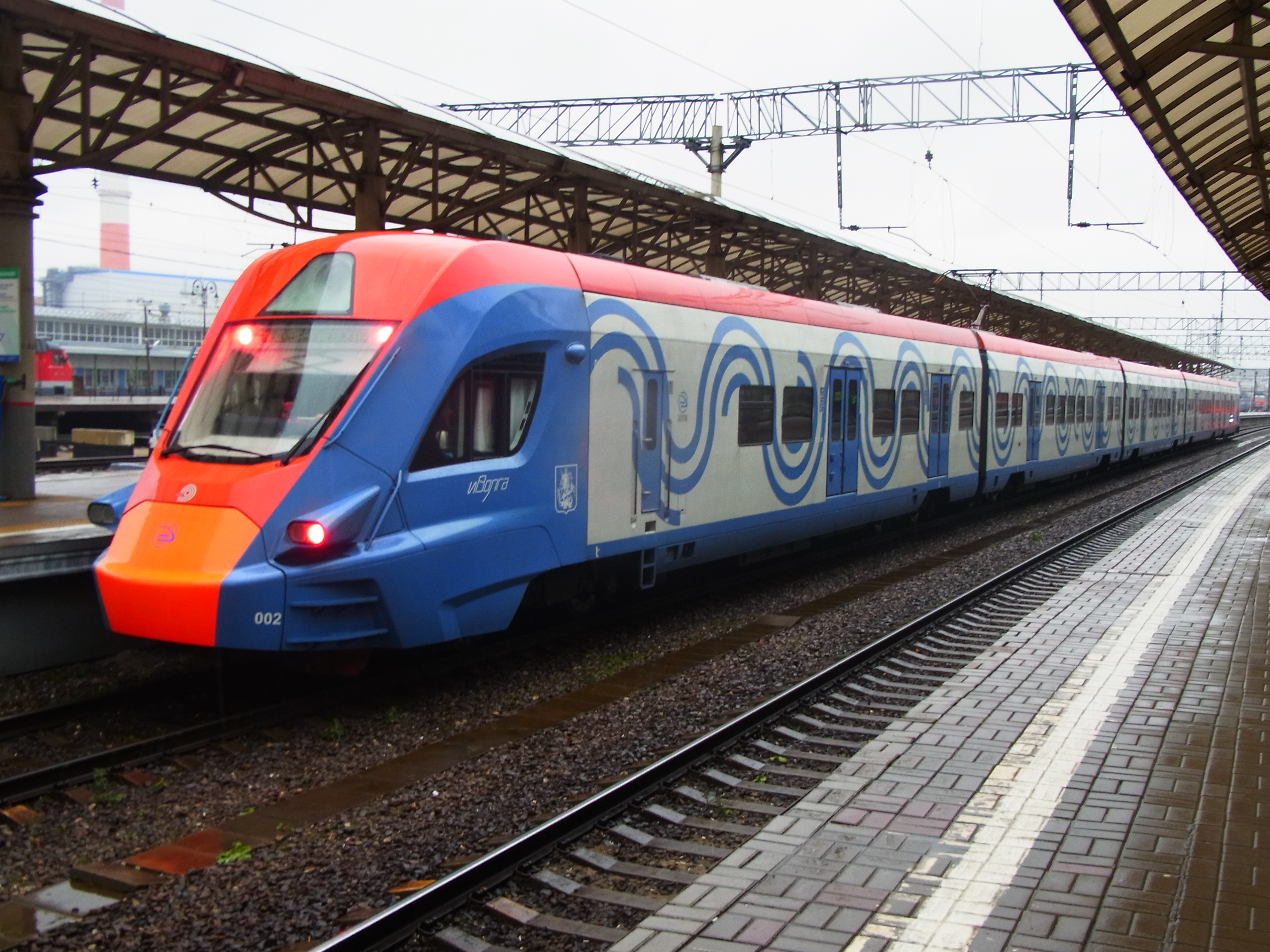
Vorortexpress Iwolga im Kiewer Bahnhof

## Zugverkehr
Personenfernzugverbindungen bestehen vom Kiewer Bahnhof gegenwärtig unter anderem zu folgenden Zielen:
| Staat    | Stadt                                                        | Betreiber             |
| -------- | ------------------------------------------------------------ | --------------------- |
| Russland | Anapa, Brjansk, Nowosybkow, Sankt Petersburg, Sotschi, Jeisk | Russische Eisenbahnen |

Darüber hinaus verkehren von hier aus Nahverkehrszüge (sogenannte Elektritschki) unter anderem nach Naro-Fominsk, Obninsk und Kaluga. Seit 2005 ist der internationale Moskauer Flughafen Wnukowo über einen Expresszug (Aeroexpress) angebunden. Dieser braucht nonstop 35 Minuten für die Strecke und verkehrt stündlich.